# 吉野の盟約
吉野の盟約（よしののめいやく）は、第40代天武天皇と皇后の鸕野讚良（後の持統天皇）が、その間にもうけた草壁皇子を次期天皇であると事実上宣言した盟約。吉野の誓いとも。

## 概要
679年（天武天皇8年）5月5日に天武天皇・鸕野讚良皇后・6人の皇子は吉野へ行幸した。6日、天武天皇は草壁皇子を次期天皇とし、異母兄弟同士互いに助けて相争わないことを誓わせた。そのうち志貴皇子は、この盟約が記録上の初登場であった。彼らは7日に飛鳥に還ったが、10日にも6皇子は大殿の前で天武天皇のもとに集まっている。

## 関係人物
天武天皇
当時の天皇。6皇子のうち、4人が彼の子。2人が甥（兄の天智天皇の子）。
鸕野讚良皇后
天武天皇の皇后。6皇子のうち、草壁皇子のみが彼女の子。
| 名       | 読み     | 齢   | 父               | 母                           |
| -------- | -------- | ---- | ---------------- | ---------------------------- |
| 草壁皇子 | くさかべ | 17歳 | 天武天皇（次男） | 鸕野讚良皇后（天智天皇次女） |
| 大津皇子 | おおつ   | 16歳 | 天武天皇（三男） | 大田皇女（天智天皇長女）     |
| 高市皇子 | たけち   | 25歳 | 天武天皇（長男） | 尼子娘（豪族出身・嬪）       |
| 忍壁皇子 | おさかべ | ?    | 天武天皇（四男） | 宍人カジ媛娘（宮人）         |
| 川島皇子 | かわしま | 22歳 | 天智天皇（次男） | 忍海造色夫古娘（宮人）       |
| 志貴皇子 | しき     | ?    | 天智天皇（七男） | 越道君伊羅都売（夫人）       |

## 内容
と天武が提案し、次に草壁皇子が進み出て、
と誓った。5皇子も同じように誓い、さらに天武は
と言って6皇子を抱き、
と誓った。鸕野讚良皇后も同様に誓った。

## 背景
天武天皇がこのようなことを行った背景には、自身の即位が関係している。天武天皇の兄である天智天皇は実子の大友皇子（弘文天皇）に皇位を継がせたが、天武天皇は壬申の乱により自分の甥である大友皇子を自殺に追い込んで即位した過去があった（この頃はまだ大和政権以来の兄弟継承の慣習から父子継承への過渡期だった）。自分の子たちが同じ事態にならないよう防ぐ狙いがあったのだろう。

## その後
結果的に、天武天皇の望みは果たされなかった。
681年（天武天皇10年）に草壁皇子は皇太子となるが、器量優れたライバルの大津皇子も政治に参加することとなり、天武天皇の後継は曖昧なものとなった。天武天皇亡き後、草壁皇子の母の鸕野讚良皇后は大津皇子に謀反の疑いをかけ、自殺に追い込んでしまう。さらに草壁皇子も即位することなく28歳で早世し、鸕野讚良皇后が自ら天皇に即位して（持統天皇）草壁の遺児の珂瑠皇子（文武天皇）に中継ぎするも、文武天皇も25歳で早世した。天武直系の天皇は孝謙（称徳）天皇を最後に断絶し、千年どころか百年たたずにほとんど滅亡してしまった。
ほかの4皇子も皇位につくことはなかった。しかし、そのうち志貴皇子は、薨去から54年後に息子の白壁王（光仁天皇）が即位し、春日宮御宇天皇の贈号を受け追尊されることとなった。生前の志貴皇子は、冠位四十八階で吉野の盟約に参加した諸皇子が叙位を受ける中、叙位を受けた記録がなく、持統朝でも叙位や要職への任官記録がないなど不遇な扱いで、皇位継承とは全く無縁な人生だったが、子孫は現在の皇室にまで繋がっている。